# Девід Тейл
Девід Тейл (англ. David Theile, 17 січня 1938) — австралійський плавець.
Олімпійський чемпіон 1956, 1960 років.